# جافوي
جافوي (بالإنجليزية: Gavoi)‏، هي بلدية في وسط سردينيا (إيطاليا)، وهي جزء من مقاطعة نوورو، في منطقة بارباجيا الطبيعية. يطل على بحيرة جوسانا.

## السكان
في سنة 1861 بلغ عدد السكان 1٬735 نسمة، وتطور العدد ليصل في سنة 2011 لـ 2٬790 نسمة.
يظهر هذا المخطط البياني تطور النمو السكاني لـ جافوي